# Stuart Little 3: Call of the Wild
Stuart Little 3: Call of the Wild är en direkt till video film från 2005, regisserad av Audu Paden, skapad av Mainframe Entertainment och distribuerad av Sony Pictures Home Entertainment. Den släpptes på DVD i Brasilien den 11 oktober 2005. I USA släpptes den på DVD den 21 februari 2006.

### Fotnoter
1. ↑  ”Stuart Little 3: Call of the Wild” (på engelska). Bluray. 21 februari 2006. http://www.blu-ray.com/dvd/Stuart-Little-3-Call-of-the-Wild-DVD/853/. Läst 3 september 2016.